# Open de Porto Rico (golf)
L'Open de Porto Rico est un tournoi de golf professionnel disputé pour la première fois en mars 2008.

## Palmarès
| année | Vainqueur       | Nationalité    |
| ----- | --------------- | -------------- |
| 2008  | Greg Kraft      | États-Unis     |
| 2009  | Michael Bradley | États-Unis     |
| 2010  | Derek Lamely    | États-Unis     |
| 2011  | Michael Bradley | États-Unis     |
| 2012  | George McNeill  | États-Unis     |
| 2013  | Scott Brown     | États-Unis     |
| 2014  | Chesson Hadley  | États-Unis     |
| 2015  | Alex Cejka      | Allemagne      |
| 2016  | Tony Finau      | États-Unis     |
| 2017  | D.A. Points     | États-Unis     |
| 2019  | Martin Trainer  | États-Unis     |
| 2020  | Viktor Hovland  | Norvège        |
| 2021  | Branden Grace   | Afrique du Sud |
| 2022  | Ryan Brehm      | États-Unis     |
| 2023  | Nico Echavarria | Colombie       |
| 2024  | Brice Garnett   | États-Unis     |
| 2025  | Karl Vilips     | Australie      |